# هاليفاكس (إنجلترا)
هاليفاكس هي مدينة من مدن إنجلترا تقع في كالدرديل في غرب يوركشير. يبلغ عدد سكانها 82000 نسمة وذلك حسب إحصائيات سنة 2001.

## أعلام
- بادي كيني
- ستان وود
- شيرلي كرابتري
- جون ووكر
- إد شيران
- كريستوفر غيبل
- ديفيد هارتلي
- أوليفر سميثيز
- كولن ديكسون